# Nicolas Vaude
Nicolas Vaude (Parigi, 24 luglio 1962) è un attore francese, vincitore del premio Molière per la rivelazione teatrale 1998.

## Biografia
Pronipote del violinista di Bordeaux Jacques Thibaud, Vaude si avvicina al teatro all'età di dodici anni, quando partecipa con Denis Podalydès e Muriel Mayette, al concorso interscolastico di Versailles. Frequenta il Lycée Marie Curie di Versailles e studia recitazione al Théâtre de l'Atelier al sotto la guida di Jean Darnel al fianco di Valéria Bruni-Tedeschi, Annie Grégorio, Elie Semoun, ma soprattutto di Nicolas Briançon.

## Filmografia

### Cinema
- Travelling avant, regia di Jean-Charles Tacchella (1987)
- Les Amies de ma femme, regia di Didier Van Cauwelaert (1993)
- La regina Margot, regia di Patrice Chéreau (1994)
- Un air si pur..., regia di Yves Angelo (1997)
- Il patto dei lupi (Le Pacte des loups), regia di Christophe Gans (2001)
- Bon Voyage, regia di Jean-Paul Rappeneau (2003)
- Ils se marièrent et eurent beaucoup d'enfants, regia di Yvan Attal (2004)
- Gentille, regia di Sophie Fillières (2005)
- Il mio amico giardiniere (Dialogue avec mon jardinier), regia di Jean Becker (2007)
- Largo Winch regia di Jérôme Salle (2008)
- Coco Chanel & Igor Stravinsky, regia di Jan Kounen (2009)
- The Burma Conspiracy - Largo Winch II regia di Jérôme Salle (2011)
- La Croisière, regia di Pascale Pouzadoux (2011)
- Boule et Bill, regia di Alexandre Charlot (2013)
- Marius, regia di Daniel Auteuil (2013)
- Fanny, regia di Daniel Auteuil (2013)
- I visitatori 3 - Liberté, egalité, fraternité (Les Visiteurs: La Révolution), regia di Jean-Marie Poiré (2016)
- Les Têtes de l'emploi, regia di Alexandre Charlot e Franck Magnier (2016)
- M, regia di Sara Forestier (2017)
- Quasi nemici - L'importante è avere ragione (Le Brio), regia di Yvan Attal (2017)
- Mrs Mills - Un tesoro di vicina (Mme Mills, une voisine si parfaite), regia di Sophie Marceau (2018)
- La Vérité si je mens! Les débuts, regia di Michel Munz e Gérard Bitton (2019)
- Je voudrais que quelqu'un m'attende quelque part, regia di Arnaud Viard (2019)
- Chiamate un dottore! (Docteur?), regia di Tristan Séguéla (2019)
- De Gaulle, regia di Gabriel Le Bomin (2020)
- On est fait pour s'entendre, regia di Pascal Elbé (2021)
- I tre moschettieri - D'Artagnan (Les Trois Mousquetaires: D'Artagnan), regia di Martin Bourboulon (2023)
- Sous le tapis, regia di Camille Japy (2023)
- Largo Winch - Il Prezzo del Denaro regia di Olivier Masset-Depasse (2024)

### Televisione
- Nicolas Le Floch: Le Noyé du Grand canal, regia di Philippe Bérenger - serie TV (2015)
- Capitaine Marleau, regia di Josée Dayan - serie TV, 2 episodi (2021-2023)
- L'Amour (presque) parfait, regia di Pascale Pouzadoux - miniserie TV (2022)
- Tapie, regia di Tristan Séguéla - serie TV (2023)
- Alex Hugo, regia di Thierry Petit - serie TV, episodio 1x10 (2023)
- La Fièvre, regia di Ziad Doueiri - serie TV (2024)